# Invasion of the Saucer Men
Pour plus de détails, voir Fiche technique et Distribution.
Invasion of the Saucer Men est un film américain de science-fiction et d'horreur réalisé par Edward L. Cahn sur un scénario écrit par Robert J. Gurney Jr. et Al Martin, lui-même basé sur la nouvelle The Cosmic Frame (1955) de Paul W. Fairman.
Le film, sorti en 1957 et dont les rôles principaux sont tenus par Steven Terrell et Gloria Castillo, a été produit personnellement par James H. Nicholson pour American International Pictures. Le film était programmé en même temps que I Was a Teenage Werewolf.

## Synopsis
Un couple de jeune gens flirte une nuit en voiture quand, subrepticement, ils écrasent un extraterrestre qui vient juste de débarquer sur Terre à bord d'une soucoupe volante. Affolés, ils préviennent la police qui commence par vérifier l'alcoolémie du jeune homme. Le couple est ensuite conduit au poste de police où ils sont inculpés d'homicide. Invités à identifier le corps, là où ils pensaient découvrir un alien, ils découvrent le corps d'un voyageur de commerce inconnu des habitants de la ville. Le couple parvient à s'échapper du poste de police et retourne sur les lieux afin d'apporter la preuve de son innocence. Pendant ce temps, une compagnie militaire fait exploser la soucoupe volante et procède au rasage du terrain sur lequel elle s'est posée, afin de ne pas paniquer la population et l'explosion sera présentée à la presse comme un crash d'avion. Le couple cherche en vain des indices, quand ils s'aperçoivent que la main de l'alien accidenté vit toujours. Ils la laissent enfermée dans la voiture, préviennent le collègue du commercial mort et reviennent avec lui. Attaqués par les aliens, ils se rendent compte que les balles ne leur font rien mais qu'ils craignent la lumière. Avec l'aide d'autres couples qui draguent dans le secteur, ils illuminent les aliens, qui partent alors en fumée. Au poste de police, le couple est déclaré innocent, la mort du voyageur de commerce étant imputée à son alcoolisme.

## Fiche technique
- Titre : Invasion of the Saucer Men
- Réalisateur : Edward Cahn
- Scénario : Robert J. Gurney Jr., Al Martin d'après un récit de Paul W. Fairman
- Montage : Ronald Sinclair
- Musique : Ronald Stein
- Durée : 69 min.
- Pays :  États-Unis
- Langue : anglais
- Genre : Science-Fiction
- Dates de sortie : 
  - États-Unis : Juin 1957

## Distribution
- Steven Terrell : Johnny Carter
- Gloria Castillo : Joan Hayden
- Frank Gorshin : Joe Gruen
- Raymond Hatton : Farmer Larkin
- Lyn Osborn : Artie Burns
- Russ Bender : Doctor
- Douglas Henderson : Lt. Wilkins, USAF
- Sam Buffington : Col. Ambrose - USAF
- Jason Johnson : Detective
- Don Shelton : City Attorney Hayden
- Scott Peters : USAF Sergeant with Bullhorn
- Jan Englund : Diner Waitress
- Kelly Thordsen : Sgt. Bruce
- Bob Einer : Soda Jerk
- Pat Lawler : Irene (comme Patti Lawler)
- Calvin Booth : Paul - Best Man
- Ed Nelson : Tom
- Roy Darmour : Sgt. Gordon
- Audrey Conti : Bobby's Girl
- James Bridges : Bobby (comme Jim Bridges)
- Jimmy Pickford : Duke
- Joan Dupuis : Liz
- Buddy Mason : Policeman
- Orv Mohler : Duke's Friend
- Angelo Rossitto : Saucer Man
- Floyd Hugh Dixon : Saucer Man
- Dean Neville : Saucer Man
- Edward Gibbons : Saucer Man
- Paul Blaisdell : Saucer Man (non crédité)
- Bob Burns : Saucer Man (non crédité)